# Kay Deslys

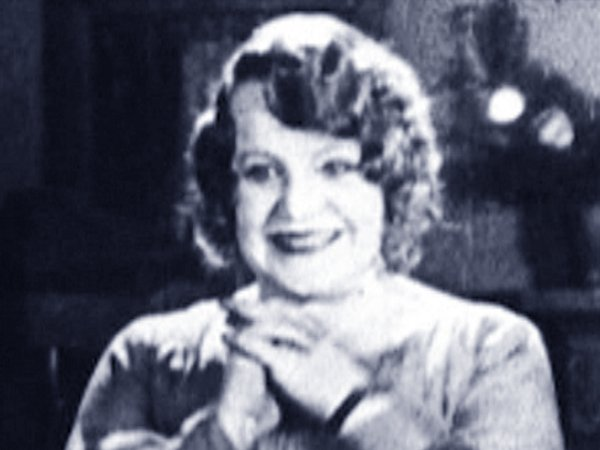
Kay Deslys (1926) - britische Schauspielerin

Kay Deslys, gebürtige Kathleen Herbert, (* 28. September 1899 in London; † 15. August 1974 in West Covina) war eine britische Schauspielerin, die in den 1920er Jahren in US-amerikanischen Filmen auftrat.

## Leben
Deslys spielte eine ihrer ersten Rollen in Charlie Chaplins Goldrausch. Anschließend hatte sie Auftritte in zahlreichen Komödien der Hal Roach Studios, so auch in Laurel-und-Hardy-Filmen. In den 1930er und 1940er Jahren folgten nur noch kleine Rollen. In den frühen 1950er Jahren beendete sie ihre Filmkarriere.

## Filmografie (Auswahl)
- 1924: Ein Mädchen aus gutem Hause (Tarnish)
- 1925: Goldrausch (The Gold Rush)
- 1925: Innocent Husbands
- 1926: The Johnstown Flood
- 1926: Her Man o’ War
- 1926: Should Husbands Pay?
- 1926: There Ain’t No Santa Claus
- 1927: Many Scrappy Returns
- 1927: The Red Mill
- 1927: Fluttering Hearts
- 1927: The Lighter That Failed
- 1927: Assistant Wives
- 1928: The Leopard Lady
- 1928: Ihre Sternstunde (Their Purple Moment)
- 1928: Dick und Doof spielen Golf (Should Married Men Go Home?)
- 1928: Im Strudel der Gosse (We Faw Down)
- 1929: Going Ga-ga
- 1929: Eine Nacht im Prater (The Case of Lena Smith)
- 1929: Leaping Love
- 1929: Eine Landpartie (Perfect Day)
- 1929: Artisten (The Dance of Life)
- 1930: Take the Heir
- 1930: Zum Nachtisch flotte Damen (Whispering Whoopee)
- 1930: Unter Null (Below Zero)
- 1930: A Fall to Arms
- 1931: Pioniere des wilden Westens (Cimarron)
- 1931: The Pip from Pittsburg
- 1931: A Clean-Up on the Curb
- 1931: Friends and Lovers
- 1933: Hände hoch – oder nicht (The Devil's Brothers)
- 1934: Die Schöne der neunziger Jahre (Belle of the Nineties)
- 1935: Goldfieber in Alaska (The Call of the Wild)
- 1935: Diamanten-Jim (Diamond Jim)
- 1937: Maria Walewska (Conquest)
- 1941: Die Marx Brothers im Kaufhaus (The Big Store)
- 1941: Gib einem Trottel keine Chance (Never Give a Sucker an Even Break)
- 1942: Reunion in France
- 1944: The White Cliffs of Dover
- 1944: So ein Papa (Casanova Brown)
- 1947: The Trouble with Women
- 1948: The Bride Goes Wild
- 1949: Frauen um Dr. Corday (The Doctor and the Girl)
- 1952: Du sollst mein Glücksstern sein (Singin’ in the Rain)
- 1952: Pat und Mike (Pat and Mike)